# Marcela Marić
Marcela Marić (ur. 18 października 1996 w Zadarze) – chorwacka skoczkini do wody, uczestniczka igrzysk olimpijskich w Rio de Janeiro.

## Igrzyska olimpijskie
Wzięła udział w rywalizacji w skoku do wody z trampoliny z 3 metrów na igrzyskach w 2016 roku. W eliminacjach zajęła 25. miejsce z rezultatem 271,40 punktów.